# Europese weg 931
De Europese Weg 931 of E931 is een weg die uitsluitend door Italië loopt.
De weg die langs de zuidkust van het Italiaanse eiland Sicilië loopt, begint formeel bij Mazara del Vallo, maar is pas vanaf de afsplitsing van de E90 bij Castelvetrano als separate E-weg zichtbaar. De weg loopt vervolgens door tot Gela waar ook de E45 eindigt.